# Stal Altsjevsk
FK Stal Altsjevsk (Oekraïens: Фк «Сталь» Алчевськ) is een Oekraïense voetbalclub uit Altsjevsk.
Na de onafhankelijkheid van Oekraïne, speelde de club in de 2de klasse, eerst als middenmoter en dan als subtopper. In 2000 promoveerde de club eindelijk, maar kon niet standhouden in de hoogste klasse. Na enkele seizoenen in de subtop van de 2de klasse (Persja Liga) werd Stal kampioen in 2005. Het 2de seizoen in de hoogste klasse was al beter met een 11de plaats op 16 clubs. Na seizoen 2006/07 degradeerde de club opnieuw. In 2013 kreeg de club, ondanks een tweede plaats, geen licentie voor het hoogste niveau.

## Bekende (oud-) spelers
- Sendley Sidney Bito